# Songbird
Songbird — свободный проигрыватель под Windows XP/Vista, Android и Mac OS X. Работа над версией для Linux прекращена в апреле 2010 на версии 1.7.2 из-за недостатка ресурсов, хотя разработчики обещают компилируемость исходников под Linux, GPL-лицензию и регулярные обновления неофициальных релизов, так как часть команды работает с Linux.
Основной режим работы — работа с библиотекой. Разрабатывается на XUL, что подразумевает кроссплатформенность и поддержку плагинов.

## Особенности
Songbird выгодно отличается от iTunes тем, что полностью независим от какого-либо производителя, а поэтому в нём нет привязки к одному сервису или портативному цифровому плееру определённой фирмы. Основные возможности у плеера следующие:
- Встроенный браузер на движке Gecko (поддерживает вкладки).
- Поддержка плагинов.
- Поддержка feathers (с англ. перья, аналог шкурок).
- Умные плей-листы.
- «Билет на концерт» (стандартный плагин). Показывает ближайшие выступления в вашем регионе, базируется на исполнителях из вашей библиотеки. Возможность предоставлена компанией Songkick.
- Внутренний скробблер Last.fm (через стандартный плагин).
- Каталог SHOUTcast-радио.
- Импорт медиа из iTunes.
- Поддержка MP3, FLAC и Ogg Vorbis на всех платформах; WMA и WMA DRM на Windows; AAC на Windows и Mac.
- Библиотека для работы с медиафайлами.
- Многоязычность[2]
- Автообновления плагинов и ядра.
- Мастер настройки.
- Songbird позволяет конвертировать аудио-CD в цифровой формат Ogg, WMA.
- Проигрыватель совместим не только с плеерами Zune, но и с новейшими iPod.

## Недостатки
- Не поддерживает формат CUE
- Не поддерживает потоковый AAC в linux
- Отсутствует поддержка формата Musepack для Windows и Mac OS[3]

## Мнения
Songbird обещает стать Firefox-ом среди медиаплееров
Оригинальный текст (англ.)
Songbird promises to be Firefox of mediaplayers

— Aaron Boodman, Greasemonkey